# Tmarus insuetus
Tmarus insuetus là một loài nhện trong họ Thomisidae.
Loài này thuộc chi Tmarus. Tmarus insuetus được Arthur Merton Chickering miêu tả năm 1965.